# Xanthoria inflata
Xanthoria inflata är en lavart som beskrevs av Eichenberger, Aptroot & Honegger. Xanthoria inflata ingår i släktet Xanthoria och familjen Teloschistaceae.   Inga underarter finns listade i Catalogue of Life.